# 阿尔瓦罗·恩里克·阿尔苏·埃斯科瓦尔
阿尔瓦罗·恩里克·阿尔苏·埃斯科瓦尔（西班牙語：Alvaro Enrique Arzú Escobar；1985年2月27日—），瓜地馬拉政治人物，危地马拉前总统阿爾瓦羅·阿爾蘇之子，危地马拉联合主义党籍國會議員。2018年1月14日就任瓜地馬拉國會議長。
2018年9月2日至6日間，應中華民國政府之邀，偕其妻參訪中華民國，會見該國總統蔡英文、立法院院長蘇嘉全，並參觀臺北國立故宮博物院、自由廣場、臺北捷運行控中心及國立傳統藝術中心。